# Bruno Voglino
Bruno Voglino (Torino, 4 gennaio 1932) è un autore televisivo e dirigente pubblico italiano.

## Biografia
Dirigente della Rai, insegna all'Università degli Studi di Padova Tecniche del linguaggio radiotelevisivo. Negli anni è autore di diversi spettacoli televisivi e radiofonici come Mi manda Raitre e Non stop. Scopritore di talenti, collabora con Ric e Gian, Cochi e Renato, i Giancattivi, Fabio Fazio e Piero Chiambretti.
Nel 1996 diventa responsabile della programmazione di Radiodue, e in seguito viene nominato vicedirettore di Radio Rai.
Nel 2001, con Maria De Filippi assume il ruolo di preside della scuola della prima e seconda edizione di Amici.